# Una botta di vita
Una botta di vita è un film del 1988 diretto da Enrico Oldoini.

## Trama
Due pensionati, Elvio Battistini e Giuseppe Mondardini, stanchi di trascorrere l'ennesimo ferragosto a Sala Bolognese, abbandonati dalle famiglie, decidono di concedersi una "botta di vita". Servendosi dell'automobile di Mondardini, una Lancia Aurelia berlina, i due decidono di andare a trovare un amico di Mondardini che vive a Bordighera, sulla Riviera ligure. Le differenze sociali e culturali tra i due si palesano immediatamente: mentre Mondardini, emiliano, è abbastanza benestante e dotato di una certa cultura, Battistini, romano, è d'estrazione socio-culturale alquanto medio-bassa.
Battistini, inoltre, soffre di un handicap fisico, avendo perso la gamba destra durante la guerra. Il fatto di essere stato abbandonato dalla moglie in seguito a questo incidente, lo pone in una sorta di rifiuto per qualsiasi tipo di compagnia femminile e l'induce a ingurgitare cibi in continuazione. Una volta giunti a destinazione, i due scoprono però che l'amico d'infanzia di Mondardini è morto, per cui decidono di proseguire il viaggio verso Portofino.
Nel tragitto, s'imbattono in una ragazza che, abbandonata involontariamente dalla propria comitiva diretta per la Costa Azzurra, si fa dare un passaggio fino al confine con la Francia ma, durante la tratta, tra la giovane e Mondardini avviene una piccola tresca, motivo per cui quest'ultimo, all'insaputa dell'amico momentaneamente addormentatosi, oltrepassa la cittadina balneare ligure per proseguire oltreconfine, fino a Saint-Tropez. Accortosi dunque di non essere più in Italia, tra Battistini e Monardini si viene a creare quasi una rottura, scampata però dalla ragazza che si prende la colpa della bravata, la quale poi li lascia per ricongiungersi ad i suoi amici; quando si accorgono inoltre che l'auto si è improvvisamente guastata, e che dovranno oltretutto aspettare almeno un giorno prima che il meccanico locale la potrà riparare, Battistini si lascia convincere a trascorrere una serata di divertimenti nella celeberrima località provenzale.
Dopo avere cenato a una festicciola per vecchi (a causa dei prezzi per loro proibitivi dei ristoranti cittadini) e avere rivangato i vecchi tempi, i due compagni di viaggio ritrovano poi la ragazza conosciuta a Portofino in compagnia della sua combriccola. I ragazzi decidono di coinvolgere i due pensionati in una grigliata notturna, durante la quale Mondardini e Battistini fanno riflessioni sul senso della vita e concludono la serata fumando dell'hashish passato loro dai ragazzi, addormentandosi poi sulla spiaggia. La mattina seguente si risvegliano circondati da bagnanti completamente nudi: la spiaggia, infatti, durante il giorno è riservata ai nudisti.
Successivamente la passione di Mondardini per le donne lo porta a incontrare la signora Germaine. Quando la giornata giunge al termine, l'uomo passa la notte con la signora, che si è offerta di ospitare solo uno dei due. Il mattino seguente si scopre che Battistini ha semplicemente dormito, così come Mondardini ha fatto nella propria automobile. Discutendo, si scopre che in realtà Battistini non ha perso la gamba in guerra, ma è stato vittima di un incidente con un tram. Battistini non può sopportare il fatto che Mondardini sia venuto a conoscenza della verità e i due si lasciano dopo un violento litigio.
Trova il modo di tornare in Italia grazie a un passaggio in autobus da parte di un gruppo di turisti tedeschi. Durante il viaggio, l'autobus effettua una sosta d'emergenza, in quanto trova la strada bloccata da un incidente che ha coinvolto Mondardini. Scende dal pullman e si precipita in soccorso dell'amico. Una volta salito sull'ambulanza, scopre che in realtà i due non possono fare a meno l'uno dell'altro e, credendolo morto, ne tesse le lodi di buon amico. Mondardini in realtà non è morto e, riavendosi, improvvisamente ne approfitta, con una battuta, per avere l'ultima parola nella discussione.

## Luoghi delle riprese
A parte le scene girate sulla Costa Azzurra, le riprese sono state effettuate altrove rispetto a quelle narrate nel film: 
- Il paese dove vivono Mondardini e Battistini è nella realtà Fiano Romano e il locale utilizzato come sala cinematografica ne è il municipio.
- La residenza di Roncatti, amico di Mondardini, nella realtà è Villa Zigone e non si trova a Bordighera, ma a Roma.[1]

## Curiosità
- Il regista Enrico Oldoini fa un breve cameo verso la fine del film nel ruolo di un automobilista coinvolto nell'incidente stradale in cui rimane ferito Mondardini. Il ruolo che ricopre è un uomo che parla animatamente con i carabinieri all'interno di una galleria quando l'autovettura dell'anziano è appoggiata su un fianco; il dialogo però non è udibile.